# San Juan de los Guayaquiles
San Juan de los Guayaquiles es un caserío peruano ubicado en el distrito de Lalaquiz, perteneciente a la provincia de Huancabamba del departamento de Piura, al norte del Perú. 

## Ubicación
San Juan de los Guayaquiles se ubica al noroeste de la provincia de Huancabamba, en el distrito de Lalaquiz, en el departamento de Piura.

## Demografía
En 2017 San Juan de los Guayaquiles tenía una población de 165 habitantes.
| Gráfica de evolución demográfica de San Juan de los Guayaquiles entre 1993 y 2017 |
|                                                                                   |
| Fuentes: Población 1993 y 2017                                                    |